# Акопова, Лилиан
Лилиан Акопова (укр. Ліліан Акопова; род. 17 июня 1983, Ереван) — украинская пианистка.

## Биография
Выросла и начала заниматься музыкой в Киеве, окончила Киевскую среднюю специальную музыкальную школу имени Лысенко (2000). В 2001—2007 гг. училась в Мюнхенской высшей школе музыки и театра у Элисо Вирсаладзе, прошла также мастер-классы Андраша Шиффа и Пауля Бадуры-Шкоды. По окончании образования осталась в Мюнхене, преподаёт в Мюнхенской высшей школе музыки и театра. Лауреат и призёр ряда международных конкурсов, в том числе обладатель первой премии Международного конкурса пианистов имени Вианы да Мотта (2010) и третьей премии Международного конкурса пианистов имени Бузони (2007, первая премия не была присуждена).
Начиная с 2002 года концертирует в различных странах мира, в 2010 г. записала первый альбом с произведениями Шумана, Мендельсона и Листа. «У пианистки феноменальное сочетание поэтичности изложения и точности игры, при котором музыкальная ткань любого произведения словно дышит, и очень аккуратное, благоговейно-бережное обращение с партитурой», — отмечала музыкальная критика.